# Рудницкий, Антон Сергеевич
Рудни́цкий Анто́н Серге́евич (3 января 1943 г. в д. Филиповичи Копыльского района Минской области) — доктор физ-мат. наук, профессор,
профессор кафедры радиофизики и цифровых медиа технологий РФиКТ БГУ. Опубликовал более 200 научных работ, в их числе 1 монография, 18 учебно-методических пособий, 25 авторских свидетельств и патентов на изобретения.

## Биография
Рудницкий Антон Сергеевич родился 3 января 1943 г. в д. Филиповичи Копыльского района Минской области. Окончил физический факультет БГУ в 1966 г. 

С 1971 по 1998 г. работал в НИИ прикладных физических проблем БГУ. 

В 1993 г. присуждена ученая степень доктора физико-математических наук по специальности «Радиофизика» за исследования электродинамических свойств калейдоскопических структур методом парциальных волн. 

С 1998 г. является профессором кафедры радиофизики.

Область научных интересов Антона Сергеевича лежит в создании нового типа отражателей, волноводов, резонаторов, решеток, дефлекторов и других устройств, расширяющих элементную базу и функциональные возможности радиоэлектронных и оптических систем. По некоторым направлениям исследований поддерживаются творческие связи с ИРЭ РАН и БГУИР.
А. С. Рудницкий — председатель методической комиссии факультета радиофизики и электроники. Он читает общие курсы лекций по электронике СВЧ, специальные курсы для студентов старших курсов и магистрантов. Им опубликовано более 200 научных работ, в их числе 1 монография, 18 учебно-методических пособий, 25 авторских свидетельств и патентов на изобретения.

## Патенты
- Многолучевая лампа обратной волны
- Коаксиальный гиротрон
- Лампа бегущей волны
- Генератор на циклотронном резонансе
- Световозвращатель

## Область научных интересов
- Теоретическая и прикладная электродинамика оптического и микроволнового диапазонов.
- Научные работы по методам решения краевых задач электродинамики.
- Научные работы по методам решения задач теории распространения и дифракции электромагнитных волн.
- Научные работы по методам решения  задач по созданию устройств различного функционального назначения для лазерных, оптических и радиоэлектронных систем.

## Преподаваемые дисциплины
- - СВЧ-электроника
- - Современные проблемы радиофизики
- - Обратные задачи радиофизики

## Публикации
- -Исследование угловых апертур калейдоскопических световозвращателей методом эквивалентных направлений/ С.Н.Дроздов, А.С.Рудницкий// — Электроника. Инфо. — 2006. — № 8. — С. 31—33.
- -Вихревые интерференционные поля в зеркально-симметричных структурах/Рудницкий, А. С.//Квантовая электроника: Материалы IX Междунар. науч.-техн. конф., Минск, 18—21 нояб. 2013 г. — Минск, 2013. — С. 13—14.
- -ИНВАРИАНТЫ КАЛЕЙДОСКОПИЧЕСКИХ ЭЛЕМЕНТОВ И СТРУКТУР/Рудницкий, А. С.//РЕДАКЦИОННО-ИЗДАТЕЛЬСКИЙ ЦЕНТР АКАДЕМИИ УПРАВЛЕНИЯ ПРИ ПРЕЗИДЕНТЕ РЕСПУБЛИКИ БЕЛАРУСЬ
- -Исследование апертурных параметров уголковых световозвращателей/Дроздов, С. Н., Рудницкий, А. С.//Академия управления при президенте Республики Беларусь
- -Методика усредненной матрицы рассеяния в задачах дифракции электромагнитных волн на периодических решетках из металлодиэлектрических лент/Малый, С. В., Рудницкий, А. С.//Вестник Белорусского государственного университета. Сер. 1, Физика. Математика. Информатика. — 2011. — № 2. — С. 23—27.
- -Синтез антенно-фидерных устройств на основе нерегулярных волноводов/Рудницкий, А. С.//Радиофизика и электроника. Сборник научных статей.
- -СТЕНД ДЛЯ ИССЛЕДОВАНИЯ ДЕЛИТЕЛЕЙ И ОТВЕТВИТЕЛЕЙ ВОЛНОВЫХ ПУЧКОВ/Рудницкий, А. С., Щебланов, И. В.//Квантовая электроника: восьмая Междунар. науч.-техн.конф. (Минск, 22—25 ноября 2010 г.): материалы. — Мн.,2010.
- -Структурная оптимизация радиопоглощающих покрытий пирамидального типа/Будай, А. Г., Кныш, В. П., Алешкевич, Н. Н., Громыко, А. В., Светлов, В. А., Малый, С. В., Рудницкий, А. С., Курило, С. В.//Прикладные проблемы оптики, информатики, радиофизики и физики конденсированного состояния. Секция 2 : прикладные проблемы информатики: материалы второй Междунар. науч.-практ. конф., 27—28 фев. 2013 г. — Минск, 2013. — С. 130—132
- -ФОРМИРОВАНИЕ ФАКЕЛОВ В ДИФРАКЦИОННЫХ ПОЛЯХ МИКРОЧАСТИЦ СФОКУСИРОВАННЫМ ГАУССОВЫМ ПУЧКОМ/Полещук, Н. Н., Рудницкий, А. С.//Информационные технологии, электронные приборы исистемы (ITEDS’2010) : Материалы Международной научно-практической конференции, 6—7 апреля 2010 г., Минск / Белорусский государственный университет. — Минск, 2010.